# Terror of the Zygons
A Terror of the Zygons a Doctor Who sorozat 80. része, amit 1975. augusztus 30.-a és szeptember 20.-a között vetítettek négy epizódban. Ebben a részben volt utolsóként társ Harry Sullivan, de később megjelent The Android Invasion részben. Valamint ebben a részben jelent meg utoljára Lethbridge-Stewart dandártábornok, egészen a Mawdryn Undead részig.

## Történet
A skót partok melletti olajfúró platformokat valami megtámadja és lerombolja. Lethbridge-Stewart tábornok és csapata szokás szerint a Doktort hívja segítségül. A skót felföld titokzatos mocsarai, a fogadós baljós történetei, a furcsán viselkedő emberek és a hírhedt tó, Loch Ness közelsége valami rosszat sejtetnek. A Doktor balsejtelmei csak erősödnek, mikor az egyik szétrombolt platformon megdöbbentő nyomokat talál...

## Epizódok listája
| Epizódok sorszáma | Bemutató napja       | Hossza | Nézők száma (millió) |
| ----------------- | -------------------- | ------ | -------------------- |
| 1                 | 1975. augusztus 30.  | 21:41  | 8,4                  |
| 2                 | 1975. szeptember 6.  | 25:08  | 6,1                  |
| 3                 | 1975. szeptember 13. | 24:09  | 8,2                  |
| 4                 | 1975. szeptember 20. | 25:22  | 7,2                  |

## Könyvkiadás
A könyvváltozatát 1976. január 15.-n adta ki a Target könyvkiadó.

## Otthoni kiadás
- VHS-n 1988 novemberében adták ki.
- DVD-n 2013. szeptember 30.-n fogják kiadni.

### Fordítás
- Ez a szócikk részben vagy egészben  a   Terror_of_the_Zygons című angol Wikipédia-szócikk fordításán alapul.  Az eredeti cikk szerkesztőit annak laptörténete sorolja fel. Ez a jelzés csupán a megfogalmazás eredetét és a szerzői jogokat jelzi, nem szolgál a cikkben szereplő információk forrásmegjelöléseként.